# Виолета Маринова
Виолета Маринова е българска народна певица, изпълнителка на народни песни от Пазарджишкия край. Родена е на 22 май 1959 година в село Сбор, Пазарджишко.

## Творческа кариера
От 1982 година е в състава на Държавния ансамбъл за народни песни и танци „Филип Кутев“, а от 1984 е в състава на световноизвестния женски народен хор „Мистерията на българските гласове“. Записва много солови народни песни за фонотеката на БНР, прави филми в БНТ. Самостоятелно и с хор „Мистерията на българските гласове“, където е солистка, пее в едни от най-престижните концертни зали по света. Нейни солови песни звучат в четвъртия албум на Марсел Селие "Мистерията на българските гласове. През 2010 година издава самостоятелен албум с народни песни от Пазарджишкия край. От 2011 година е част от фолклорна формация „Гласове от безкрая“ заедно с Олга Борисова, Даниел Спасов, Милен Иванов и Станимир Иванов. Същата година формацията пее на откриването на българския културен институт В Лондон. Издава самостоятелен албум с пазарджишки народни песни.